# Puig Caballé
Puig Caballé är en bergstopp i Spanien.   Den ligger i provinsen Província de Tarragona och regionen Katalonien, i den östra delen av landet, 400 km öster om huvudstaden Madrid. Toppen på Puig Caballé är 463 meter över havet.
Terrängen runt Puig Caballé är huvudsakligen kuperad, men åt nordväst är den platt. Runt Puig Caballé är det glesbefolkat, med 16 invånare per kvadratkilometer. Närmaste större samhälle är Gandesa, 2,5 km norr om Puig Caballé. 